# Wole Talabi
Oluwole Talabi (* 28. Februar 1986) ist ein nigerianischer Science-Fiction-Schriftsteller, Ingenieur und Editor, dessen Veröffentlichungen unter anderem für den Locus und den Nebula Award nominiert waren.

## Leben und Werk
Talabi wuchs in Warri, einer Stadt im Süden Nigerias auf, wo sein Vater als chemischer Ingenieur tätig war. Später zog die Familie nach Benin. Von 2010 bis 2011 studierte er am Imperial College in London und schloss dort seinen Master of Science ab.
Er gab an Inspirationen aus Phillip K. Dicks Werk und Kurzgeschichten von Nnedi Okorafors zu ziehen.
Sein Werk umfasst eine Vielzahl an Kurzgeschichten, die Anthologien These Words Expose Us: An Anthology (2014), Lights Out: Resurrection (2016) und Africanfuturism: An Anthology (2020). Außerdem zwei Kurzgeschichtensammlungen; Incomplete Solutions (2019) und Convergence Problems (2024), sowie seinen Debütroman Shigidi and the Brass Head of Obalufon (2023).

## Auszeichnungen
Talabi wurde mit mehreren Literaturpreisen ausgezeichnet:
- Gewinner des Nommo Awards in der Kategorie Kurzgeschichte 2018[3]
- Gewinner des Nommo Awards in der Kategorie Novelle 2020[4]
- Nominiert für den Locus Award in der Kategorie Anthologie 2021[5]
- Gewinner des Sidewise Award for Alternate History in der Kategorie Kurzgeschichte 2022[6]
- Auf der Shortlist des Hugo Awards in der Kategorie Erzählung 2023[7]
- Gewinner des Nommo Awards in der Kategorie Roman 2024[8]
- Nominiert für den Nebula Award in den Kategorien Roman (Shortlist) und Erzählung 2024[9]